# Bat Out of Hell II: Back into Hell
Bat Out of Hell II: Back Into Hell es el sexto álbum musical publicado en 1993 por Meat Loaf y escrito y producido por Jim Steinman. Fue realizado 16 años después del disco Bat Out of Hell. Llegó a ser número 1 en los Estados Unidos, el Reino Unido y Australia. Tres canciones fueron publicadas como videos, incluyendo "I'd Do Anything for Love (But I Won't Do That)", el cual llegó a ser número 1 en 28 países.
El álbum fue publicado por Virgin Records, y fuera de Norteamérica por MCA. La tercera parte de la trilogía Bat Bat Out of Hell III: The Monster Is Loose, fue publicada en 2006.

## Lista de canciones
Todas las canciones escritas y compuestas por Jim Steinman. 
| N.º | Título                                                                       | Duración |  |
| 1.  | «I'd Do Anything for Love (But I Won't Do That)» (Dueto con Lorraine Crosby) | 12:00    |  |
| 2.  | «Life Is a Lemon and I Want My Money Back»                                   | 8:00     |  |
| 3.  | «Rock and Roll Dreams Come Through»                                          | 5:50     |  |
| 4.  | «It Just Won't Quit»                                                         | 7:21     |  |
| 5.  | «Out of the Frying Pan (And into the Fire)»                                  | 7:24     |  |
| 6.  | «Objects in the Rear View Mirror May Appear Closer than They Are»            | 10:15    |  |
| 7.  | «Wasted Youth» (Monólogo por Steinman)                                       | 2:41     |  |
| 8.  | «Everything Louder than Everything Else»                                     | 7:59     |  |
| 9.  | «Good Girls Go to Heaven (Bad Girls Go Everywhere)»                          | 6:53     |  |
| 10. | «Back Into Hell» (Instrumental)                                              | 2:46     |  |
| 11. | «Lost Boys and Golden Girls»                                                 | 4:29     |  |

- Datos: Q699544